# Valbelle
Valbelle település Franciaországban, Alpes-de-Haute-Provence megyében. Lakosainak száma 239 fő (2022. január 1.). Valbelle Aubignosc, Bevons, Châteauneuf-Val-Saint-Donat, Cruis, Mallefougasse-Augès, Noyers-sur-Jabron, Peipin és Sisteron községekkel határos.

## Népesség
A település népessége az elmúlt években az alábbi módon változott:
| Lakosok száma | 98   | 121  | 156  | 232  | 245  | 271  | 278  | 252  | 239  | 239  |
|               | 1968 | 1982 | 1990 | 2006 | 2013 | 2015 | 2017 | 2019 | 2020 | 2022 |